# Mount Wood
Mount Wood je hora v pohoří svatého Eliáše, na jihozápadě teritoria Yukon, v Kanadě.
Leží v severní části pohoří, severně od nejvyšší hory Kanady a pohoří svatého Eliáše Mount Logan a jedné z nejvyšších hor v Kanadě Mount Lucania, na území Národního parku Kluane. S nadmořskou výškou 4 840 metrů se jedná se o šestou nejvyšší horu Kanady.
Severozápadně od vrcholu leží druhotný vrchol Mount Wood-Northwest Peak (4 798 m).